# Recopa d'Europa de futbol 1992-93
La Recopa d'Europa de futbol 1992-93 fou la trenta-tresena edició de la Recopa d'Europa de futbol. La final fou guanyada pel Parma F.C. a la final davant del R. Antwerp F.C..

## Ronda preliminar
| Equip 1           | Global | Equip 2                | Anada | Tornada |
| ----------------- | ------ | ---------------------- | ----- | ------- |
| NK Maribor        | 5-2    | Hamrun Spartans FC     | 4-0   | 1-2     |
| Strømsgodset I.F. | 0-4    | Hapoel Petah Tikva FC  | 0-2   | 0-2     |
| FC Vaduz          | 1-12   | FC Chernomorets Odessa | 0-5   | 1-7     |
| Avenir Beggen     | 2-1    | B36 Tórshavn           | 1-0   | 1-1     |

## Primera ronda
| Equip 1             | Global      | Equip 2                   | Anada | Tornada |
| ------------------- | ----------- | ------------------------- | ----- | ------- |
| Miedź Legnica       | 0-1         | AS Monaco                 | 0-1   | 0-0     |
| Olympiakos FC       | 3-1         | FC Chernomorets Odessa    | 0-1   | 3-0     |
| Trabzonspor         | 4-2         | TPS                       | 2-0   | 2-2     |
| NK Maribor          | 1-9         | Atlètic de Madrid         | 0-3   | 1-6     |
| Werder Bremen       | 4-3         | Hannover 96               | 3-1   | 1-2     |
| Airdrieonians FC    | 1-3         | AC Sparta Praha           | 0-1   | 1-2     |
| Parma FC            | 2-1         | Újpest FC                 | 1-0   | 1-1     |
| Valur               | 0-3         | Boavista FC               | 0-0   | 0-3     |
| PFC Levski Sofia    | 2-2(c)      | FC Lucerne                | 2-1   | 0-1     |
| Feyenoord Rotterdam | 2(c)-2      | Hapoel Petah Tikva FC     | 1-0   | 1-2     |
| FC Spartak Moscou   | 5-1         | Avenir Beggen             | 0-0   | 5-1     |
| Liverpool FC        | 8-2         | Apollon Limassol FC       | 6-1   | 2-1     |
| Cardiff City FC     | 1-3         | VfB Admira Wacker Mödling | 1-1   | 0-2     |
| Glenavon F.C.       | 2-2 (1-3 p) | R. Antwerp F.C.           | 1-1   | 1-1     |
| AIK Fotboll         | 4-4(c)      | AGF Aarhus                | 3-3   | 1-1     |
| Bohemian            | 0-4         | Steaua Bucureşti          | 0-0   | 0-4     |

## Segona ronda
| Equip 1                   | Global | Equip 2             | Anada | Tornada |
| ------------------------- | ------ | ------------------- | ----- | ------- |
| AS Monaco                 | 0-1    | Olympiakos FC       | 0-1   | 0-0     |
| Trabzonspor               | 0-2    | Atlètic de Madrid   | 0-2   | 0-0     |
| Werder Bremen             | 2-4    | AC Sparta Praha     | 2-3   | 0-1     |
| Parma FC                  | 2-0    | Boavista FC         | 0-0   | 2-0     |
| FC Lucerne                | 2-4    | Feyenoord Rotterdam | 1-0   | 1-4     |
| FC Spartak Moscou         | 6-2    | Liverpool FC        | 4-2   | 2-0     |
| VfB Admira Wacker Mödling | 6-7    | R. Antwerp F.C.     | 2-4   | 4-3(pr) |
| AGF Aarhus                | 4-4(c) | Steaua Bucureşti    | 3-2   | 1-2     |

## Quarts de final
| Equip 1             | Global | Equip 2           | Anada | Tornada |
| ------------------- | ------ | ----------------- | ----- | ------- |
| Olympiakos FC       | 2-4    | Atlètic de Madrid | 1-1   | 1-3     |
| AC Sparta Praha     | 0-2    | Parma FC          | 0-0   | 0-2     |
| Feyenoord Rotterdam | 1-4    | FC Spartak Moscou | 0-1   | 1-3     |
| R. Antwerp F.C.     | 1(c)-1 | Steaua Bucureşti  | 0-0   | 1-1     |

## Semifinals
| Equip 1           | Global | Equip 2         | Anada | Tornada |
| ----------------- | ------ | --------------- | ----- | ------- |
| Atlètic de Madrid | 2-2(c) | Parma FC        | 1-2   | 1-0     |
| FC Spartak Moscou | 2-3    | R. Antwerp F.C. | 1-0   | 1-3     |

## Final
| Parma FC                            | 3 – 1 | Royal Antwerp |
| ----------------------------------- | ----- | ------------- |
| Minotti 9' · Melli 30' · Cuoghi 84' |       | Severeyns 11' |

| Guanyador de la Recopa d'Europa 1992-93 |
| --------------------------------------- |
| Parma FC Primer títol                   |